# Williamsburg (Colorado)
Williamsburg é uma cidade  localizada no estado americano de Colorado, no Condado de Fremont.

## Demografia
Segundo o censo americano de 2000, a sua população era de 714 habitantes.
Em 2006, foi estimada uma população de 756, um aumento de 42 (5.9%).

## Geografia
De acordo com o United States Census Bureau tem uma área de
10,5 km², dos quais 10,5 km² cobertos por terra e 0,0 km² cobertos por água.

## Localidades na vizinhança
O diagrama seguinte representa as localidades num raio de 16 km ao redor de Williamsburg.